# Pont de Querós
El pont de Querós està situat a l'actual terme de Sant Hilari Sacalm i antigament travessava el riu Ter al costat de l'antic poble de Querós. El pont es troba submergit sota les aigües del pantà de Susqueda i només és visible en èpoques de sequera, quan l'aigua del pantà baixa per sota del 35-40%.

## Descripció
El pont està sostingut per tres grans pilars amb quatre arcades en arc de mig punt, les dues centrals més grans que les dues dels extrems. Els pilars del pont són de carreus, i la part superior del pont és feta d'obra de pedra devastada irregularment i morter de calç. El peu central és de planta poligonal, amb una creu o eixamplament de la calçada. En els pilars encara hi ha visibles els forats que a banda i banda del pont, permetien col·locar-hi les bastides. La part superior del pont de pedra es troba devastada irregularment i el terra del pont és de còdols rierencs.

## Història
Abans de la seva construcció hi ha constància de l'existència d'unes palanques per travessar el riu Ter a Querós. El pont fou construït entre el 1532 i el 1534 pel mestre de cases Joan Roig. La part central fou reconstruïda entre 1696 i 1700 després que fos malmès per una riuada el 1617, coneguda com l'aiguat del diluvi. Fou reparat de nou els anys 1940-1941. El 1967 va quedar definitivament cobert per les aigües degut a l'acabament del pantà de Susqueda. Durant la sequera patida a finals del 2022 i el 2023, el pont ha tornat a ser visible durant molts de mesos després de la baixada del nivell del Pantà de Susqueda (A data 09/10/2023, 22,75%).